# Амірантські острови

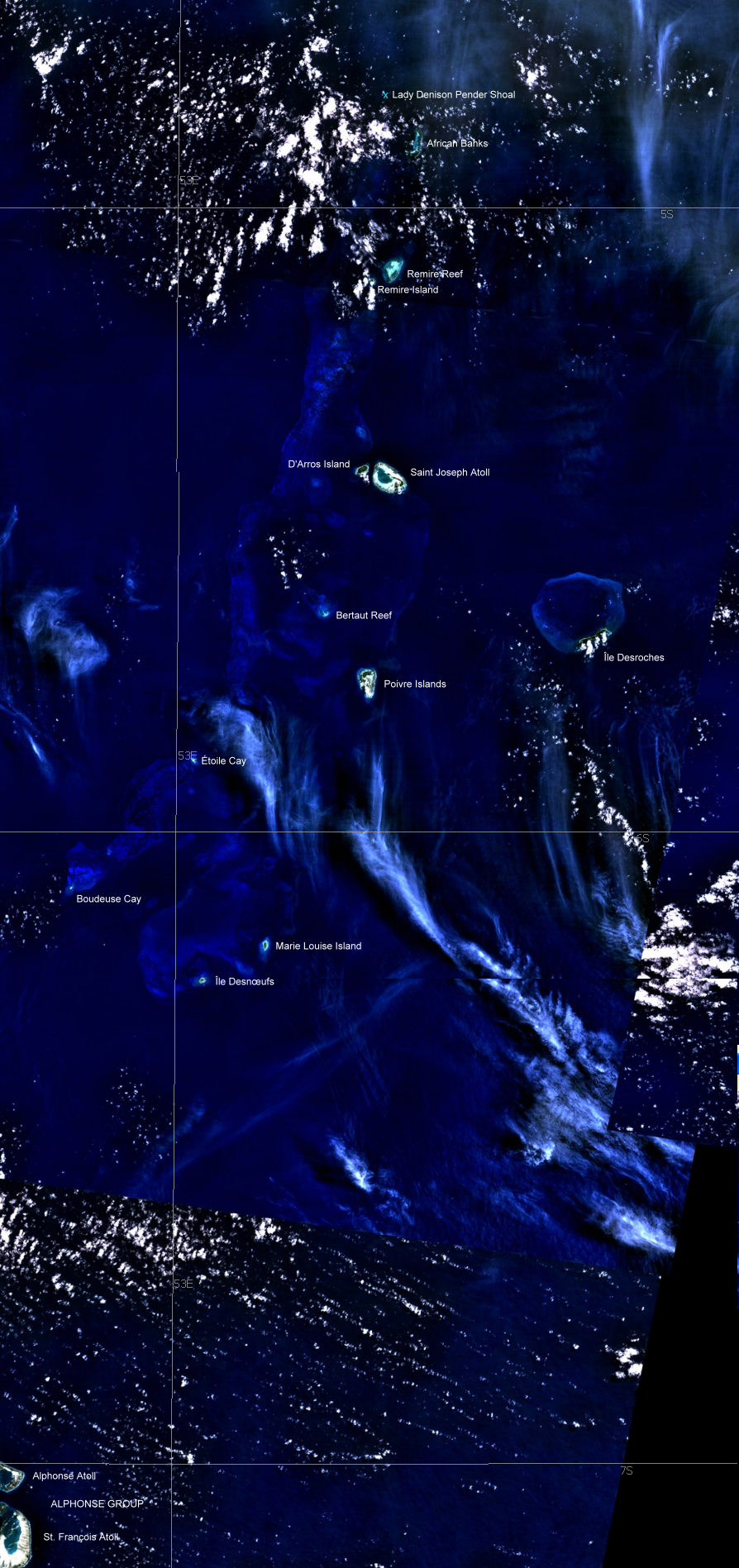
Супутниковий знімок Амірантських островів

Амірантські острови (англ. Amirantes Islands) — архіпелаг із 150 дрібних острівців у західній частині Індійського океану поблизу Африки. Загальна площа близько 83 км². Лише шість з них зрідка відвідують, люди, яких ваблять цінні кокосові пальми.
Належать державі Сейшели.
До складу архіпелагу входять:
1. 8 окремих островів:
  - Ефрікен Бенкс (African Banks)
  - Ремайр або Ігл-Айленд (Remire Island)
  - Д'Аррос (D'Arros Island)
  - Риф Берто (Bertaut Reef)
  - Етуаль-Кей (Étoile Cay)
  - Будоз-Кей (Boudeuse Cay)
  - Марі-Луїз (Marie Louise)
  - Деньоф (Île Desnœufs)
2. 3 атоли:
  - Сен-Жозеф
  - Дерош (Île Desroches)
  - Пуавр (Poivre Islands)